# 雲城村
雲城村（くもぎむら）は、島根県那賀郡にあった村。現在の浜田市の一部にあたる。

## 地理
- 河川：浜田川[1]、上来原川[1]、茶の谷川[1]、青原川[2]、赤谷川[2]、日ノ谷川[2]

## 歴史
- 1889年（明治22年）4月1日、町村制の施行により、那賀郡七条村、上来原村、下来原村が合併して村制施行し、雲城村が発足[3][4]。
- 1956年（昭和31年）8月1日 - 那賀郡今福村、波佐村と合併して金城村が新設され廃止[3][4]。

### 地名の由来
雲城山による。

## 交通

### 道路
- 県道（現国道186号）